# Pubillatge a Sitges

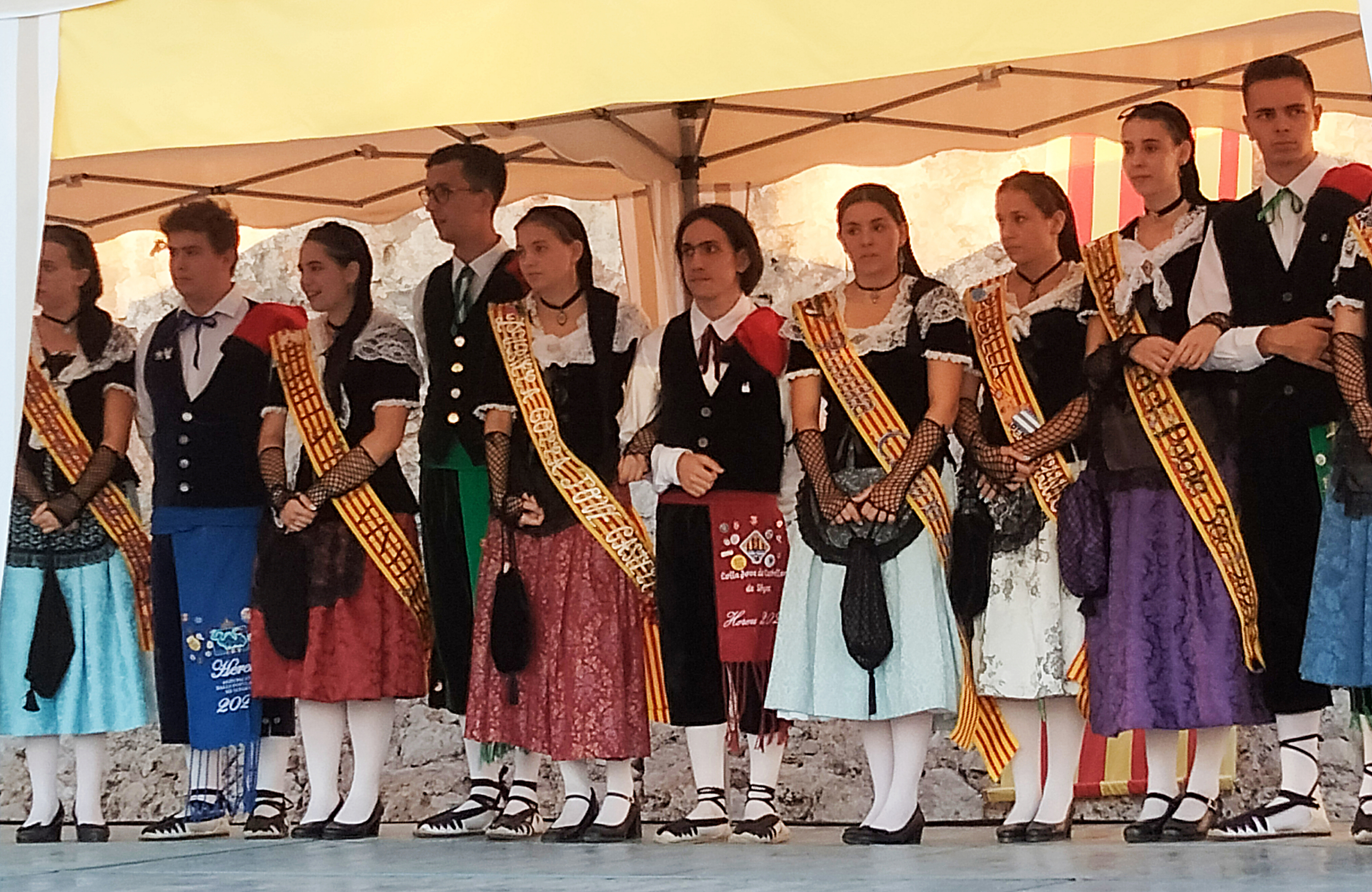
Pubilles i hereus de Sitges durant el 33è Concurs Nacional de Colles Sardanistes

El Pubillatge sitgetà és una tradició catalana molt arrelada a la població, on té uns inicis i un impacte dins les festes i tradicions del poble propis i diferenciats força de molts altres llocs de Catalunya. A aquesta població garrafenca, el pubillatge es vincula especialment a la Festa Major i la Festa de la Verema.

## La Festa de la Verema a Sitges
Història de la festa
La festa de la Verema s'originà al 1961 quan el senyor Teodor Sardà i Miret, president de la societat Foment de Turisme, va decidir iniciar una nova festa que donés renom i prestigi al poble sitgetà unint-la a la llarga llista de festes ja consagrades que tenia la vila. Va originar una gran revolta que a Sitges se celebrés una festa dedicada a la verema, ja que, la majoria de les vinyes de les que disposava s'havien convertit en urbanitzacions. Per aquest motiu les localitats de la comarca van donar la seva conformitat per què a Sitges se celebrés amb tota solemnitat la Festa de la Verema malgrat tenir, moltes d'elles, més presència i importància en l'elaboració del vi.
Aquesta primera Festa de la Verema va ser celebrada en dues localitats, Sitges i Vilafranca del Penedès.
El comitè organitzador d'aquesta gran festa va considerar que els actes a celebrar a Sitges havien de ser d'impacte, i que els poguessin gaudir els sitgetans, estiuejants i turistes que es trobessin a la nostra vila.

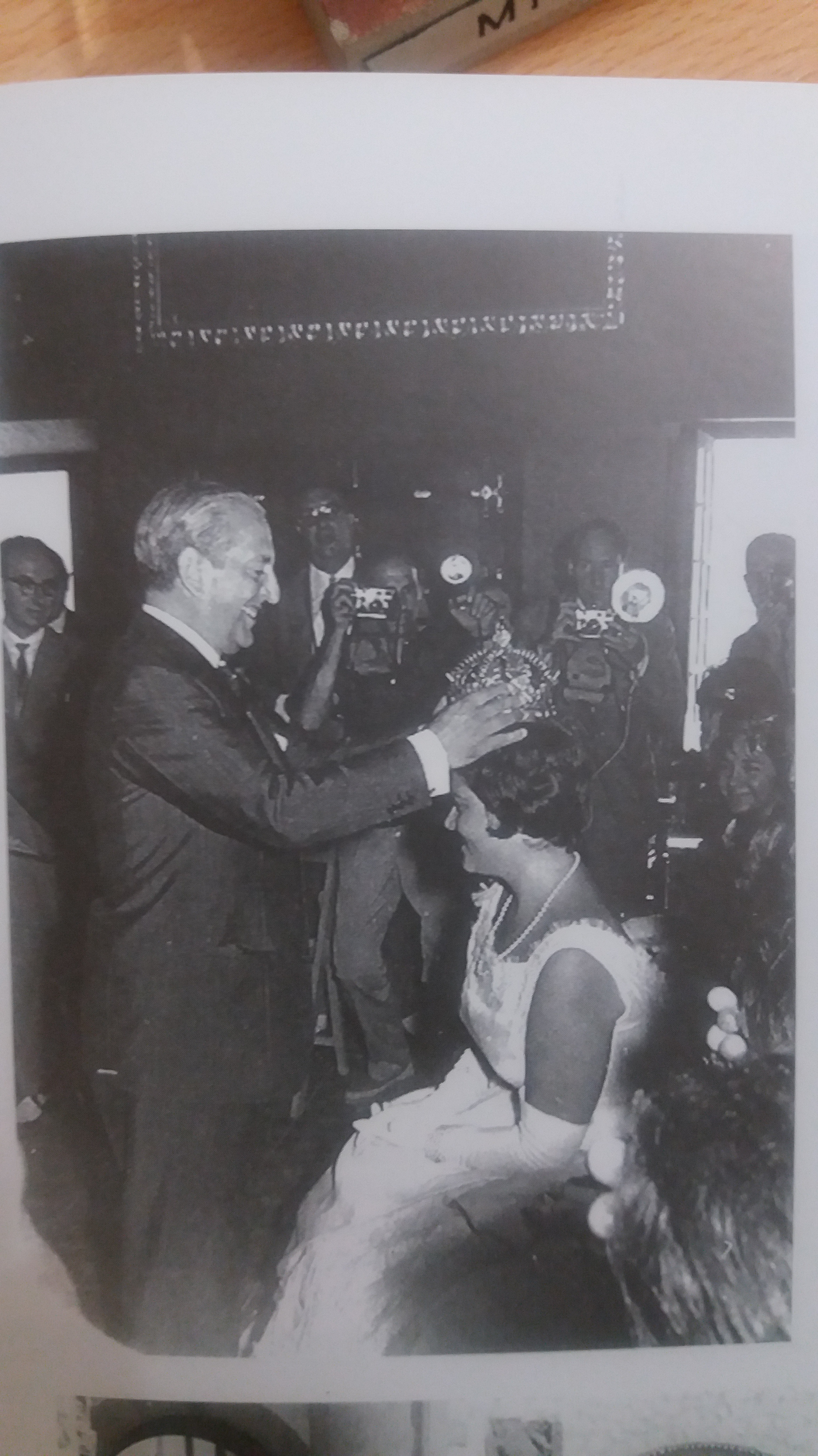
Joaquin Calvo Sotelo coronant a la primera Reina de la Verema de Sitges Mari Lys de Rueda Sanz de la Garza 1961

Per això es va determinar fer els següents esdeveniments: proclamació i coronació d'una Reina, un pregoner per a cantar les excel·lències de la vinya i el vi, el premsat del primer most i l'oferiment d'aquest a la verge del Vinyet, una font del vi amb degustació gratuïta per a tothom i per acabar, un castell de focs. El senyor Sardà va proposar com a Reina de la primera Festa de la Verema a la senyoreta Mari Lys de Rueda i de Sanz de la Garza, filla del comte de Rueda, també va proposar instal·lar la font del vi a la cèntrica plaça Indústria.
El regnat de Mari Lys no va ser sols flor d'un sol dia, ni de dos, sinó que la Reina i les dames van ser invitades a participar en la carrossa de les festes de la Verema de Sitges, juntament amb els gegants de la vila, a la cavalcada organitzada per encàrrec de l'ajuntament de la ciutat Comtal en les festes de la Mercè.
La primera festa de la Verema va ser tot un èxit, van ser molts els vilatans i gent de les rodalies que hi van participar fins passada la mitjanit, que va ser quan el tren de la Verema va iniciar el seu retorn a Barcelona fent parada a les estacions intermèdies del recorregut. Els mitjans de comunicació van fer ressò d'aquestes primeres festes de la Verema organitzades per Foment del Turisme de Sitges, els reporters gràfics van treballar de valent i gràcies a aquesta tasca, avui en dia podem observar com van ser alguns dels moments més transcendentals.
Tal va ser l'èxit de públic i premsa assolit a la primera edició de la festa que Foment de Turisme no va tardar en acordar una segona edició, aquesta però, només se celebraria a Sitges perquè una gran tempesta de calamarsa va afectar les vinyes del Penedès. Per a poder divulgar més aquesta nova festa i a la vegada recaptar fons, es va crear una auca de la Verema, la qual es venia a una pesseta.
Un any més tard, a Vilafranca del Penedès se celebrava la III Exposició de la Fira Oficial de la Vinya i el Vi de la regió catalana, i per aquest motiu, a Sitges no es va organitzar la festa de la Verema a la fi de poder unir-nos a la fira vilafranquina. Moltes personalitats sitgetanes van assistir a un ampli ventall d'actes de l'exposició des de la inauguració fins a un extraordinari aperitiu, cortesia del senyor Torres, propietari dels Vins Torres íntimament vinculat a la nostra vila, també van assistir a la coronació de la Reina de la Festa Major de Vilafranca i a una visita guiada pel Museu del Vi.
A cada edició de la verema, podem trobar certes innovacions respecte a les anteriors, seguint sempre el model dels actes de la primera edició. Per exemple al 1964, com a novetat, tots els actes que sempre s'havien celebrat al matí tindrien lloc a la tarda però, a més, la reina acudiria a la nostra vila amb un helicòpter procedent de Sant Sadurní d'Anoia, acompanyada pel president del Foment de Turisme i entre els mateixos actes es va celebrar l'elecció de Miss Deporte 1964 i Mejor Figura Atlética 1964. Al 1977 veiem la primera participació de les bodegues Torres com a patrocinadores de la verema, tot i que fins aleshores ja havien participat activament en la festa. També va ser el primer any en què la verema es dedicava a un país, a partir d'aquest any, cada any es feia la festa en honor d'un país diferent i es convidaven a personalitats del món del vi i dels mitjans de comunicació per a aconseguir un ressò internacional més fort del que ja gaudia.
L'any 1978 es va celebrar la darrera Festa de la Verema en la que hi trobem la figura de les reines i les dames, però també la darrera en la que la reina llegia una oració-oferiment durant l'acte d'oferiment del primer most a l'església. Aquesta oració-oferiment estava escrita en un pergamí que se li lliurava com a record, molts d'ells vertaderes obres d'art.
Evolució de Reina i dames a Pubilles
Al 1979 es van celebrar les primeres eleccions municipals per a escollir el consistori entre les persones que figuraven a les llistes dels partits i coalicions que s'havien presentat. S'havia estrenat la democràcia, i no semblava democràtica la designació d'una presidència femenina i l'elecció d'unes dames que l'acompanyessin. Existint ja a Catalunya la figura de la Pubilla, proposaven, igual que a altres pobles, la col·laboració de les entitats i associacions de la vila perquè cada una d'elles escollís una pubilla, membre de la seva respectiva entitat o associació, i la presentés com a candidata. D'entre aquestes noies, els representants de les entitats de la vila i les associacions de veïns l'elegirien una per al títol de Pubilla de Sitges.

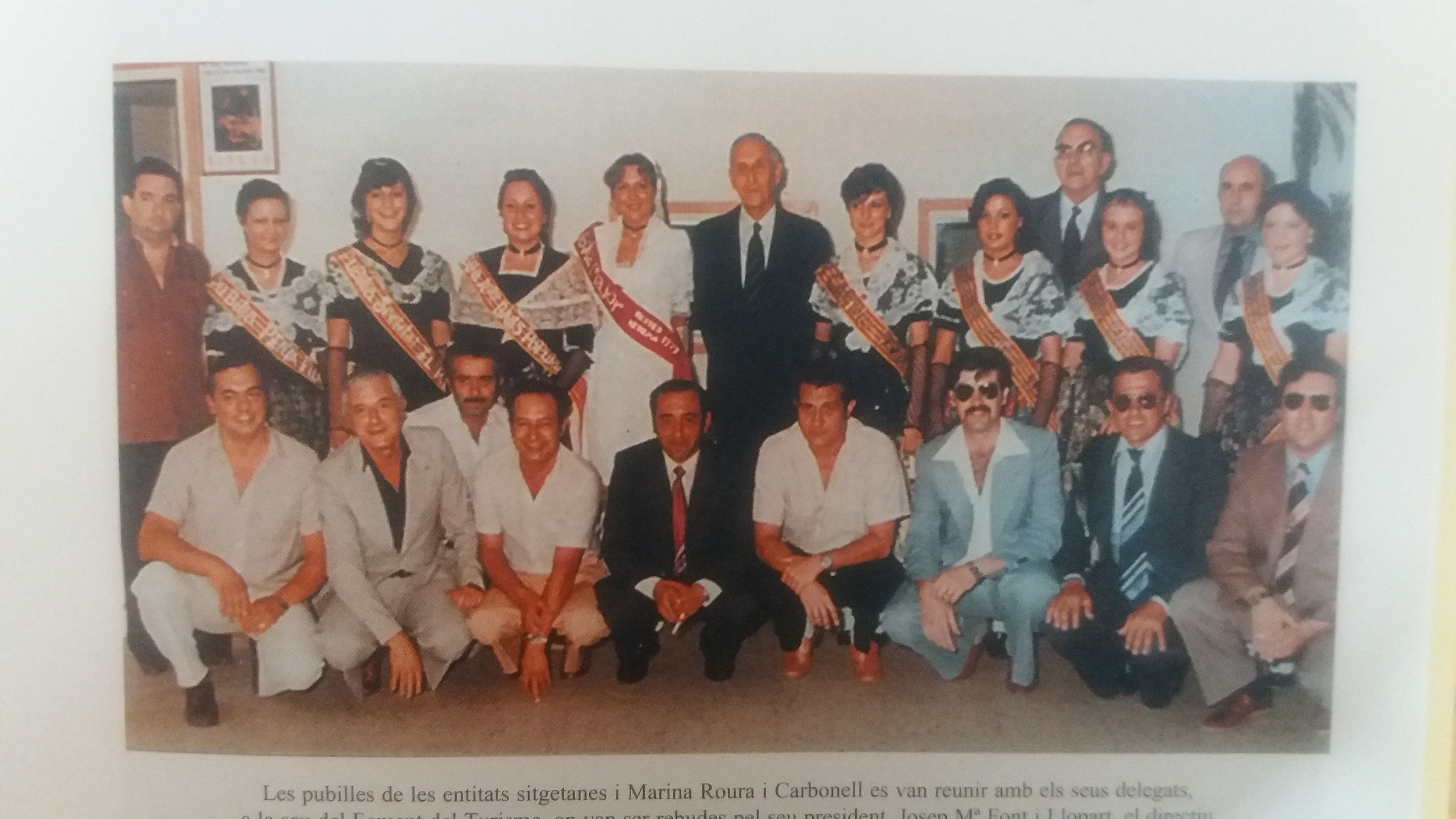
Les primeres Pubilles sigetanes amb els seus delegats a la seu del Foment del Turisme l'any 1979.

Per a proclamar la Pubilla, es decidí que calia tenir en compte "la personalitat, el grau d'integració en la comunitat on viu, els valors unipersonals, allò que fa per al seu país: com el coneix, com se l'estima, quina és la disposició personal envers el poble que l'ha vist néixer i créixer, la predisposició a treballar en benefici de la seva terra. Analitzar fins a quin punt està disposada a assumir voluntàriament la tasca de col·laborar en la difusió de la cultura catalana, etc.”
Cada entitat i associació havia d'escollir-ne una entre les seves associades i presentar-la vestida amb vestit típic català al primer acte, que es faria el divendres anterior al diumenge de la festa grossa. Aquest primer acte seria la Nit de les Pubilles, totes les candidates serien presents i en un ball-lunch serien presentades al públic i elles mateixes haurien de fer la seva presentació. D'aquesta manera, el públic seria testimoni de l'elecció de la Pubilla Major de la Verema que seria escollida per un jurat, presidit pel president de Foment de Turisme, i del què en formarien part un representant de l'ajuntament, un de designat per la casa patrocinadora Bodegues Torras, i també formaria part d'aquest jurat un delegat de cada pubilla. Els delegats de les pubilles, però, no podrien votar en favor de la pròpia.
En aquest primer any de l'etapa del pubillatge sitgetà 8 entitats i associacions van presentar una pubilla, aquestes entitats eren l'Associació de veïns del carrer Santiago Rusiñol, la Penya Filatèl·lica, el Sector Poble Sec, el Sector Vista Alegre, el Sector Estació, l'Agrupació de Balls Populars, el Casino Prado i la Societat El Retiro. Després de la presentació de les pubilles a l'escenari i les explicacions que cadascuna va donar, durant la deliberació del jurat, el públic va poder presenciar l'actuació de l'Escola de Ballet de la societat El Retiro. Finalment, es va proclamar Marina Roura i Carbonell com a Pubilla Major de la Verema, i l'acte es clogué amb un ball animat amb la presència de les Pubilles. Dos dies més tard es va celebrar al palau de Maricel la festa del pregó, que per primera vegada tingué una pregonera, la Vinyet Panyella i Balcells. Va ser un pregó brillant i seguidament es va celebrar a les terrasses i claustres del palau la ja tradicional malvasia d'honor. A la tarda es va extreure el primer most de la collita i la Pubilla Major acompanyada de la resta de pubilles, va entrar a l'església parroquial, per a fer l'ofrena del most. Sortint de l'església, les pubilles, acompanyades dels seus delegats, baixaren per les escales de la Punta per ocupar la tribuna instal·lada a la Fragata per presidir un nou esdeveniment que s'havia programat per a abans de la inauguració de la font del vi.
Aquest esdeveniment consistia en un concurs de trepitjadors de raïm, amb equips que representaven les pubilles. En mesurar el most obtingut per cada equip, es declarà guanyador l'equip que representava el carrer Santiago Rusiñol, al qual també pertanyia la Pubilla Major. Immediatament després del concurs, s'inaugurà la font del vi, mentre a la punta de l'espigó es cremava una forta mascletada. Com tradicionalment, la festa de la Verema cada any es dedicava a un país i aquest va ser al Regne Unit, i tant les personalitats assistents com els representants dels mitjans de comunicació varen quedar encantats d'aquesta gran festa en la qual tot el poble va participar. Per finalitzar la festa, a la nit, al restaurant La Fragata, es va celebrar el sopar tradicional de cada any.
En aquesta festa de la verema, la primera de l'era democràtica, el Foment de Turisme va tenir la col·laboració no sols de l'ajuntament, sinó de l'empresa vitivinícola de Vilafranca del Penedès, Bodegues Miquel Torres, i la participació especial del Club d'Enganxament i Equitació de Catalunya.
La Pubilla Infantil
L'any 1979/1980 el C. F. Blanca Subur va convocar l'elecció d'una pubilla infantil i dues dames. A l'esdeveniment s'hi van presentar 82 aspirants. La Pubilla Infantil va acudir a alguns actes de la Verema d'aquell any, juntament amb les pubilles representants de les altres entitats, la Pubilla de Sitges i la Pubilla d'Honor de la Verema.
Petites variacions de la festa
Al 1981 es va introduir una innovació, aquesta va ser el pesatge de la Pubilla Major amb ampolles de vi com a obsequi de les Bodegues Miguel Torres, la pubilla va necessitar 42 ampolles de vi per a anivellar la balança.
Al 1982 com a acte preliminar a la festa, les pubilles van ser presentades als mitjans de comunicació de la vila, després d'haver-se sotmès a un breu examen individual amb tres temes específics sitgetans per a apreciar els coneixements que cada una d'elles té de la vila i la manera d'expressar-se. Amb aquest examen pretenien avaluar més minuciosament quina era la candidata més apte a pubilla major.
Al 1989, es va iniciar un petit acte benèfic que tindria lloc durant la nit de les pubilles mentre els jutges deliberaven, per a recaptar fons per a la fundació Ave Maria de Sitges, una fundació que ajuda a nens i adults amb discapacitats. Aquest consistia en una subhasta d'ampolles de vi elaborades amb el most obtingut en els concursos de trepitjadors de raïm d'anys anteriors, amb etiquetes especials al·lusives a l'acte, tasca que va realitzar Bodegues Torres, també es subhastaren unes caixes d'ampolles de malvasia i moscatell de les vinyes de l'Hospital. En total es van recaptar 332.000 pessetes. L'any següent s'hi van recaptar 1.014.000 pessetes.
Aquest acte es va dur a terme fins a inicis del segle XXI.
Al 1992 algunes de les pubilles es van trobar a la seu de Foment de Turisme per a fer de jurat en el concurs d'aparadors de la verema en el que hi participaven moltes de les botigues del poble, acte que, fins fa escassos anys encara se celebrava.
Fins al 1999 la Pubilla Major de la Verema, al finalitzar el seu any de pubillatge, esdevenia Pubilla de Sitges i deixava de representar la seva entitat que ja representava la pubilla del següent any i passava a representar al poble de Sitges. En canvi, a partir del 1999 van proclamar a la Pubilla Major de la Verema també com a Pubilla de Sitges, el que va generar moltes crítiques, ja que, a partir d'aleshores, la Pubilla Major només gaudiria d'un any de pubillatge igual que les seves companyes.
Grans canvis
Al 2013, amb l'elecció de la primera dona presidenta del Foment de Turisme de Sitges, començà un procés de vinculació de la joventut del poble a les tradicions com la del Pubillatge, mitjançant l'ús de les noves tecnologies i les xarxes socials. Aquell mateix 2013 s'introduí dins de la Festa de la Verema la figura dels Hereus. La introducció d'aquesta figura a la festa no va esdevenir oficial fins a l'any següent, quan es va elegir Josep Van Gorkom com a primer Hereu de Sitges; un any més tard, al certamen nacional, va ser elegit Hereu de Catalunya. L'acceptació popular de l'Hereu a Sitges s'ha manifestat amb una participació creixent, any rere any, dels representants masculins.

## El Pubillatge actual[calcitació]

### Actes oficials
Actualment el pubillatge s'ha independitzat una mica de la Festa de la Verema respecte als seus inicis, ja que ara, el pubillatge no tan sols es basa en la Festa de la Verema sinó què també es vincula amb moltes altres de les tradicions del nostre poble. Per aquest mateix motiu, ha agafat més popularitat entre el jovent del poble i cada any es troben més candidats.
El Pubillatge comença amb la presentació de cada pubilla i hereu a la seva entitat i al poble, per això s'organitzen diversos actes entre principis de Juny i finals d'Agost en els que la pubilla i l'hereu sortint passen la banda i la faixa als entrants. Durant la segona quinzena de Setembre, seguint amb la tradició, quan totes les entitats ja han presentat als nous candidats, aquests són presentats pels mitjans de comunicació a tots aquells que segueixin la ràdio Maricel, llegeixin L'ECO o estiguin al corrent de les xarxes socials com Instagram o Facebook.
A l'endemà tots els candidats es reuneixen a l'Ajuntament on són sotmesos a dos exàmens sobre: Sitges, la seva història, la seva gent, l'actualitat i sobre ells mateixos i la relació que tenen amb la vila i amb el pubillatge; aquest examen consta de dues parts, una escrita i una d'oral. L'examen escrit consta d'unes 20 preguntes tipus test sobre sitges i 5 sobre Catalunya amb les quals avaluen el grau de coneixement sobre la vila, el pubillatge i l'historia de cada candidat i el realitzen en una sala amb la presència de tres membres de la presidència de Foment de Turisme.
La part oral en canvi, es realitza individualment, cada candidat passa a una sala on es troben els representants de cada entitat, les autoritats, un representant de les Bodegues Torres i els integrants de Foment de Turisme. Aquesta part és la mateixa que es fa des del 1982 però amb alguna lleu variació. Es fan tres preguntes a cada candidat. La primera la realitza el mateix representant de la entitat del candidat i és una pregunta que ja coneix, cada entitat és lliure de preguntar el que vulgui, seguidament, la Regidora de Cultura, Tradicions i Festes fa una pregunta sobre la vila i la relació del candidat amb aquesta i per finalitzar, Foment de Turisme també en fa una sobre el candidat i la seva relació amb el pubillatge. Cada entitat valora amb una puntuació de l'1 al 5 diferents aspectes, com són el domini de la llengua catalana, dots comunicatives, coneixement dels temes exposats, modals i simpatia. En finalitzar l'examen la Penya Barcelonista convida a tots els candidats a un sopar a La Seu.
L'endemà és la tant esperada Nit de les Pubilles i els Hereus, acte en el que s'acomiada a la Pubilla i l'Hereu sortints i es proclamen els que seran els nous representants de la vila. Aquest acte cada any té lloc en un indret diferent de la vila de Sitges i tothom que ho desitgi pot assistir. En aquest acte també assisteixen els integrants del pubillatge de Catalunya com son l'hereu i la pubilla de cada poble i els títols nacionals. Durant el sopar, el públic pot gaudir de diverses actuacions i al finalitzar el sopar, tots els candidats i candidates són cridats a l'escenari i enmig de molta tensió i il·lusió són nomenats la Pubilla de Sitges i l'Hereu de Sitges, acomiadant així als de l'any anterior. Seguidament es realitza el vals que inaugura el ball, on totes les pubilles ballen amb el seu hereu i les que no en tenen, amb el representant de la seva entitat, començant així un ball que s'allarga fins ben passada la mitjanit.
Uns dies després de ser ja oficialment pubilles i hereus de la nostra vila arriba santa Tecla, la festa més esperada per tots després de la Verema. El primer acte, és el transport del tabernacle amb santa Tecla des de l'església fins a la casa de la pendonista, lloc on s'exposa la imatge fins al pròxim acte.
Tradicionalment, només les pubilles podien ser les encarregades de portar el tabernacle, però aquest any per primer cop en la historia de Sitges, els Hereus també han pogut formar part dels cercaviles transportant el tabernacle de santa Tecla.
Dos dies més tard, per la vigília de santa Tecla, és la Processó Cívica, en la qual, les pubilles i els hereus van a buscar la imatge de Santa Tecla i formen un cercavila acompanyats de tots els balls, gegants i diables. La imatge de Santa Tecla es porta fins a l'església on es fa una petita missa, i després, el gran castell de focs. A l'endemà a les 11 hi ha la missa d'ofici i seguidament la sortida d'ofici, una sortida en la que les Pubilles i Hereus que participin en els balls, poden sortir i fer el cercavila amb aquests i vestits amb el vestit tradicional o veure la sortida des d'un punt privilegiat, el balcó de l'ajuntament. I per acabar, el mateix dia a la tarda, l'ultima processo de la festa arriba, des de l'església comença un gran cercavila per tots els carrers de la vila gegants, capgrossos, diables, els balls i santa Tecla portada per les pubilles i els hereus, disposats a recórrer festivament els carrers de la vila fins a arribar un altre cop a l'església on tots els assistents esperen la magnifica entrada de santa Tecla dins l'església per acomiadar aquesta gran festa. Atès que la festa de santa Tecla s'escau el 23 de setembre, les inclemències meteorològiques han fet que, en més d'una ocasió, hagi calgut suspendre alguns d'aquests actes.
Unes setmanes més tard, durant la primera quinzena d'Octubre arriba la Verema, un dels caps de setmana més intensos pel pubillatge, que es desenvolupa de la següent manera:
Dissabte, a primera hora les pubilles i hereus acudeixen a la Fragata per a inaugurar la mostra de vins, organitzada per Bodegues Torres i Foment de Turisme, durant tot el matí es realitzen també activitats infantils a la plaça de la Fragata i a la tarda es realitza la lectura del Pregó a càrrec d'una personalitat escollida cada any per Bodegues Torres. Seguidament, es degusta una copeta de cava, recordant la Malvasia d'Honor d'anys enrere.
Diumenge al matí, les pubilles i els hereus fan un festiu recorregut pels carrers del poble acompanyats pels representants de cada entitat i per la geganta de la pubilla, grallers, timbalers o altres balls o bandes de música. El recorregut finalitza a l'església, on totes les pubilles i hereus participen en el tradicional premsat del primer most amb una premsa ja quasi centenària.
Aquest primer most és després entregat a l'Eucaristia en una missa en honor de la verema, una missa que és l'únic acte realitzat en castellà. En acabar-la, la comitiva de les autoritats de l'Ajuntament de Sitges, els representants de les bodegues Torres, les pubilles i els hereus i els representants de Foment i els de les entitats, fan l'emblemàtica baixada de les escales de la Punta per tal presidir el Concurs de Trepitjadors. En acabar el concurs, mentre el jurat puntua els litres de most aconseguit per cada entitat, es pesen la Pubilla i l'Hereu de Sitges, i la bodega patrocinadora els regala el seu pes en ampolles de vi.
Seguidament, el Batlle de Sitges, la Presidenta de Foment, els representants de les Bodegues Torres i la Pubilla i l'Hereu de Sitges inauguren la Font del Vi, que és de degustació gratuïta per a tots els assistents majors d'edat, i que raja contínuament fins a les 14:00. Després del dinar de cloenda de la festa, a la tarda hi ha un concert d'havaneres, amb degustació de brandi Torres, amb el que es conclou la festa.
El següent acte del pubillatge, un pèl separat en el temps, es el Ral·li Internacional de cotxes d'època Barcelona-Sitges, que acostuma a tenir lloc després del Carnaval, entre març i abril. Les pubilles i els hereus comencen el dia amb una invitació a l'Ajuntament de Barcelona per a gaudir de la típica xocolatada i, en acabar, s'embarquen en algun dels vehicles antics que desfilen cap a Sitges. Fins fa uns anys, cada pubilla i cada hereu anaven en un dels cotxes d'època que hi participen, però degut a la gran responsabilitat que això comportava als conductors i la dificultat de l'organització, des de ja fa uns anys, només la Pubilla i l'Hereu de Sitges van en cotxes d'època mentre que, la resta del pubillatge van tots junts en un autobús també d'època. Al arribar a Sitges, fan una petita parada al Port d'Aiguadolç on es realitza un petit descans i així es reagrupen tots els cotxes. A les 13h aproximadament, es posen en marxa pels carrers més cèntrics de la vila fins a arribar a la fragata i estacionar-los perquè la gent els pugui veure. Per a concloure l'acte, tots els participants acudeixen a un festiu dinar.
A continuació venen tres petits actes, no gaire multitudinaris, però no per això menys importants. El primer és la cantada de caramelles a la plaça de l'Ajuntament, on les pubilles i els hereus estan convidats a gaudir de la cantada de caramelles dels tres grups de Caramelles de la Vila des del balcó de l'Ajuntament. El segon és per Sant Jordi quan, els hereus i les pubilles, fan una petita desfilada per totes les paradetes del Passeig de la Ribera amb motiu de la Diada de Sant Jordi i després acudeixen al concert que s'organitza sota l'estàtua de El Greco, i l'últim és la Festivitat de la Trinitat, aquesta festa se celebra a l'Ermita de la Trinitat on s'hi fa una missa en honor de la Santíssima Trinitat i seguidament una ballada de sardanes.
Passats aquests tres actes arriba el Corpus Christi, aquesta festivitat cau aproximadament en la segona quinzena de juny i comença amb la lectura del Pregó del Corpus, aquesta es fa als Jardins de la Societat Recreativa El Retiro i és oberta a tothom que vulgui delectar-se amb les paraules dels pregoners o pregoneres. A l'endemà es fa la Missa solemne en honor del Santíssim Sagrament i seguidament la Processó solemne del Corpus en la que els hereus i les pubilles acompanyen al Santíssim Sagrament juntament amb les tres parelles de gegants de la vila, l'àliga i el drac, la comitiva eclesiàstica, les nenes i els nens de la vila i totes aquelles persones que s'hi vulguin afegir. Uns dies més tard arriba la cloenda del Corpus, també es fa als Jardins de El Retiro i en aquest acte es realitzarà el repartiment de premis i la cloenda del Corpus. Al finalitzar aquest acte, tots els assistents que ho desitgin estan convidats a realitzar l'ofrena de clavells a la Mare de Déu del Vinyet a l'Ermita de la Mare de Déu del Vinyet.
Entre el Corpus i la següent festa important, Festa Major, hi ha alguns petits actes com la festa de la poesia en la que les pubilles i els hereus participen en l'arribada dels poetes i els acompanyen en el reu recorregut per la vila, l'Aplec a campdàsens en el que es fa la Santa Missa a la Capella de Campdàsens i en acabar es fa un esmorzar de germanor a Can Lluçà. També trobem la Festivitat de la Mare de Déu del Carme en la que després de la missa en honor dels pescadors i a la Mare de Déu del Carme es realitza una processó en barca per la costa de la vila. Durant la processó es llancen flors al mar en record als difunts pescadors, en acabar la processó hi ha una cantada d'havaneres al port i es fa la tradicional hissada de la bandera. La Festivitat de la Mare de Déu del Vinyet és a principis d'Agost i en aquesta es fa una missa en honor de la Mare de Déu del Vinyet i en acabar s'ofereix un petit refrigeri a càrrec dels administradors de l'Ermita.
Per concloure amb aquesta llarga llista d'actes arriba Festa Major, la més temuda per pubilles i hereus en ser la última del seu any de pubillatge. El dia 24 d'agost a les 19h en l'última Processó en honor de Sant Bartomeu, les pubilles i els hereus acompanyen a Sant Bartomeu, Patró de Sitges, les autoritats i tots els balls i bèsties i entremesos pels carrers de la vila. En acabar i després de l'entrada del sant a l'església, és la ballada final de les bèsties i els gegants, que gaudeixen des del balcó de l'Ajuntament i per tal d'acomiadar la festa després hi ha un refrigeri a la Sala de juntes de l'Ajuntament.

### Actes extraoficials
Dins l'any del Pubillatge no només trobem les sortides oficials que són les organitzades per l'ajuntament, foment de turisme o qualsevol entitat vinculada amb el Pubillatge. La majoria d'actes extraoficials estan organitzats per a enriquir la cultura de les pubilles amb temes relacionats amb la vila o amb Catalunya, tot i així, moltes vegades trobem actes en els que hi participen perquè alguna entitat del poble ho demana o per ocasions especials. D'aquestes sortides n'hi ha unes quantes que cada any es fan i d'altres que són puntuals o proves que, si no funcionen be, no es tornen a repetir.
Alguns d'aquests actes són la Cavalcada dels Reis Mags d'Orient de Sitges, organitzada per la Comissió de Reis de Sitges, en aquest acte els hereus i les pubilles són convidats a participar en la Cavalcada com a comitiva dels Reis d'Orient, en aquest cas sense anar vestits amb els vestits tradicionals sinó en un petit grup en el que van recollint les cartes dels infants dels balcons amb unes escales. També trobem la Trobada de gegants de les Cases Noves un acte, organitzat pels Geganters de la Vall, en el que pubilles i hereus estan convidats a participar activament.
Unes de les sortides que es fan cada any són les visites a les Bodegues Torres i a les Caves Pere Ventura. Les Bodegues Torres són les més visitades cada any per les pubilles i els hereus, això és degut a la gran connexió que hi ha entre el Pubillatge i la Verema, com a pubilles i hereus, un detall molt important és el vi, ja que, en la majoria d'actes sempre s'ofereix una copa als assistents i com a representants de la festa de la Verema, saber-lo apreciar és un detall que els organitzadors dels actes aprecien molt. Les Bodegues Torres ofereixen aquesta visita perquè patrocinen la Verema. En aquesta visita, expliquen tot el procés de com es fa el vi, tant blanc com negre i també el brandi i altres begudes de la mateixa marca, es fa un recorregut per les instal·lacions i s'acaba amb un petit tast de vi en el que poder apreciar les diferències de com han estat elaborats, fermentats i envellits. Per altra banda trobem les Caves Pere Ventura, un gran elaborador de cava de Sant Sadurní d'Anoia. Aquesta visita fa pocs anys que s'ofereix, però tot i així, serveix per a enriquir els coneixements de les pubilles i els hereus sobre els productes de la nostra terra.
Cada any també es fa la ja tradicional visita a Montserrat, en aquesta sortida les pubilles i els hereus, vestits amb el vestit tradicional, es dirigeixen de Sitges a Montserrat acompanyats dels membres de Foment de Turisme. Un cop allà fan una visita per la muntanya i l'església i una ofrena a la Mare de Déu de Montserrat en nom de Foment de Sitges i dels seus hereus i pubilles. Amb aquesta sortida es pretén ampliar també el coneixement de pubilles i hereus sobre els indrets més importants de Catalunya.
Des de fa pocs anys, s'han començat a fer visites guiades als Museus de Sitges, al Maricel de Mar i al Cau Ferret, aquests museus conformen el Consorci del Patrimoni de Sitges. Aquesta visita està pensada per realitzar-se durant les primeres setmanes de setembre, abans de l'examen de les pubilles i els hereus, per tal que puguin conèixer i enriquir-se d'una manera més interessant sobre l'art, la cultura i la història de la vila de Sitges. Aquesta visita, al fer-se abans de la Nit de les Pubilles, sempre es va vestit de carrer i amb la banda o la faixa.
Uns altres actes amb participació dels hereus i les pubilles són les festes del Pilar i l'arribada del Tió de Nadal a Sitges.
Sitges, des del 1991, està agermanat amb Andorra de Terol, a rel d'una nombrosa colònia d'andorrans que es van establir a la població garrafenca. Aquests sitgetans nascuts a l'Aragó, i els seus descendents celebren la festa de la Mare de Déu del Pilar, cada 12 d'octubre, en actes públics. Depenent de les possibilitats del grup organitzador, es porta una Rondalla aragonesa que fa exhibicions de cant i ball de jotes i il·lustra la Missa Baturra que es fa a l'església parroquial.
La festa del Caga Tió, que es fa en el període pre-nadalenc i s'adreça als infants sitgetans, comença amb l'arribada del Tió a la població, on fa entrada acompanyat per les pubilles i els hereus. La comitiva recorre els carrers de la vila fins a acabar al vestíbul de l'Ajuntament, on la mainada pot fer cagar el tió.